# Bisbat de Macerata-Tolentino-Recanati-Cingoli-Treia
El bisbat de Macerata-Tolentino-Recanati-Cingoli-Treia - diocesi di Macerata-Tolentino-Recanati-Cingoli-Treia (italià); Dioecesis Maceratensis-Tolentina-Recinetensis-Cingulana-Treiensis (llatí) - és un bisbat de l'Església catòlica, sufragània de l'arquebisbat de Fermo, que pertany a la regió eclesiàstica Marques. El 2004 tenia 134.412 batejats d'un total de 138.940 habitants. Des del 2014 està regida pel bisbe Nazzareno Marconi.

## Territori

El territori de la diòcesi

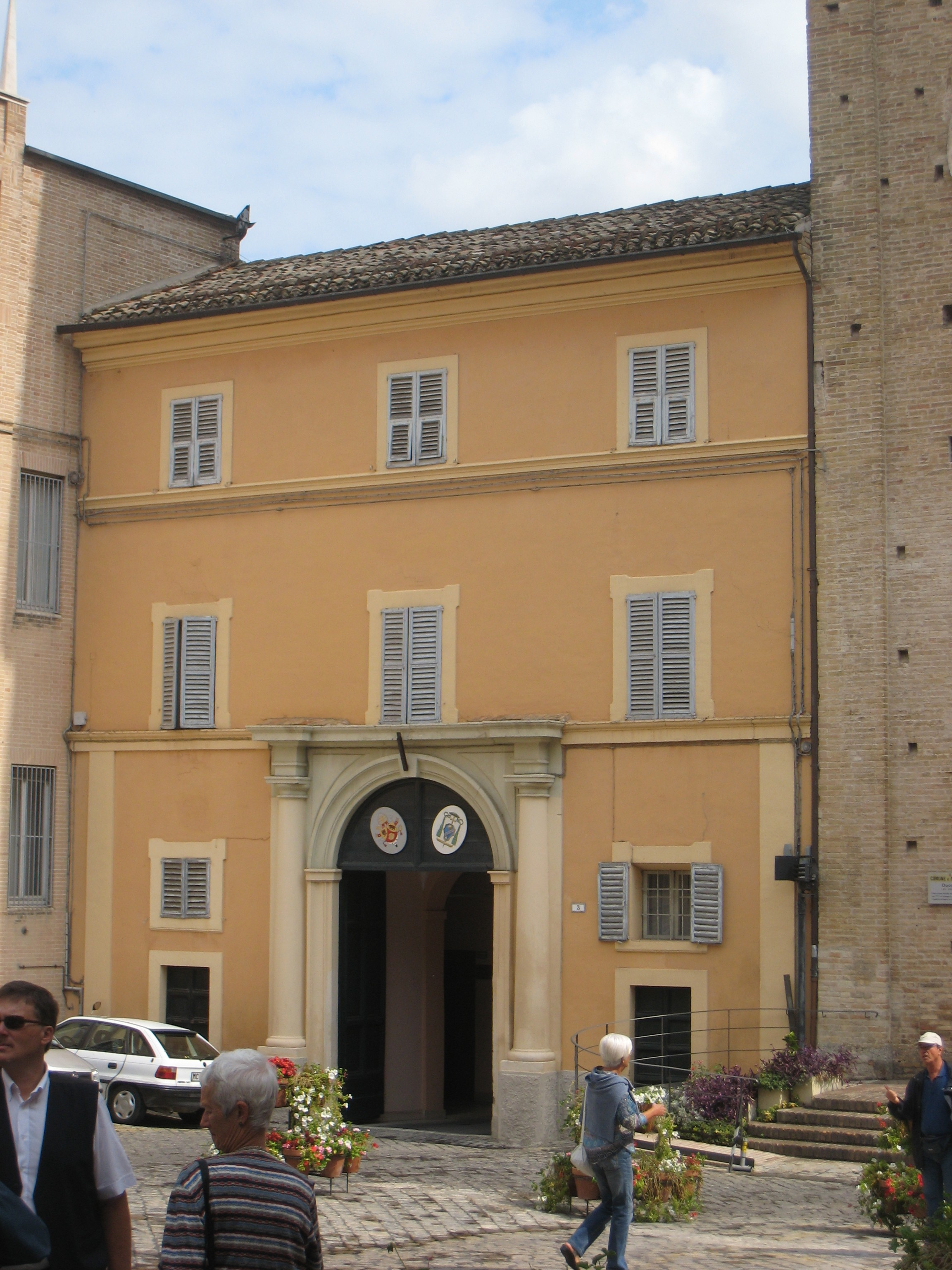
El palau episcopal de Macerata

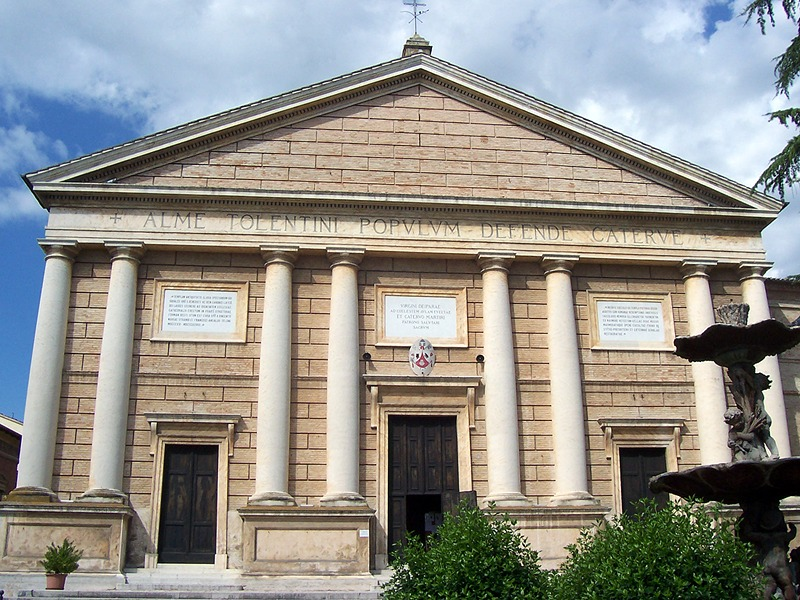
La catedral de San Catervo a Tolentino

La diòcesi comprèn 13 municipis de la província de Macerata: Appignano, Cingoli, Colmurano, Macerata, Montecassiano, Montefano, Montelupone, Pollenza, Porto Recanati, Recanati, Tolentino, Treia i Urbisaglia.
La seu episcopal és la ciutat de Macerata, on hi ha la catedral de San Giuliano. A Tolentino, Recanati, Cingoli i Treia hi ha les cocatedrals dedicades respectivament a San Catervo, San Flaviano, Santa Maria Assunta i a la Santissima Annunziata.
El territori està dividit en 67 parròquies.

## Història
La diòcesi actual és fruit de la unió de cinc seus episcopals, cadascuna amb la seva pròpia història, que sovint està estretament entrellaçada amb la d'altres diòcesis.

### Diòcesi de Recanati
L'origen de la diòcesi de Recanati és debatut. Segons alguns autors (Cappelletti i Compagnoni) Claudio, episcopus provinciae piceni, que el testimoni de sant Jeroni va ser un dels signants del concili de Rímini del 359 podria ser bisbe de Recina, el nom antic de Recanati abans de la seva destrucció a mans d'Alaric I a principis del segle v.
La diòcesi de Recanati va ser erigida el 22 de maig de 1240 amb la butlla Rectae considerationis del Papa Gregori IX, amb territori desmembrat de la diòcesi de Numana. L'erecció de Recanati va ser motivada pel fet que Osimo s'havia unit a l'emperador Frederic Barbarroja, i això havia causat que el Papa la privés de l'honor de ser ciutat episcopal i transferir els seus privilegis a la fidel Recanati.
No obstant això, en 1263 la ciutat s'havia unit al partit del rei de Sicília Manfred en lluita amb el papat. Això va provocar que el Papa Urbà IV suprimís la diòcesi amb la Butlla Cives Recanatenses del 27 de juliol de 1263, annexionés el territori a la de Numana. A l'any següent, el 13 de març, el mateix Papa, amb la butlla Recti statera Iudicii restaurà el bisbat d'Osimo i va reiterar la supressió de la diòcesi de Recanati. Quan Recanati va tornar a l'obediència papal, la diòcesi van ser retornada, amb la butlla Apostolicae Sedis de Nicolau IV de l'1 de desembre de 1289. A l'any següent, el Papa va haver d'intervenir per ajustar algunes qüestions frontereres entre les diòcesis de Recanati i Numana.
A la nit entre el 9 i 10 de desembre 1294, durant l'episcopat de Salvo, segons narra la tradició, va tenir lloc el trasllat de la Santa Casa de Natzaret a Loreto (Ancona), que llavors formava part de la diòcesi de Recanati.
Mentrestant, la ciutat i les seves autoritats administratives havien unit a la facció dels gibel·lins trobant un bon oponent en el bisbe Federico, que estava del costat dels güelfs. El Papa Joan XXII va intervenir en 1320, excomunicant primer els responsables de la violència contra el bisbe i sotmetent la ciutat a interdicció eclesiàstica (1 d'octubre) i després, el 18 de novembre, amb la butlla Sicut ex debito, suprimí una altra vegada la diòcesi de Recanati i va erigir en el seu lloc la de Macerata, de la qual el primer bisbe va ser el mateix Federico, tralladat de Recanati.
La victòria del partit güelf sobre els gibel·lins rebaixà la discòrdia i va permetre de nou l'erecció de la diòcesi de Recanati amb la butlla del Papa Innocenci VI el 8 de gener de 1356; en aquesta ocasió, però, el Papa va decidir unir-se aeque principaliter la seu de Recanati amb la de Macerata.
El bisbe, i més tard cardenal, Angelo Cino ser responsable de la reconstrucció de la catedral.
El 1507 el Papa Juli II va retirar el santuari de Loreto a la jurisdicció del bisbe de Recanati i l'hi va donar en administració a un governador pontifici.
El 7 de gener 1516 la diòcesi de Recanati i Macerata es dividiren de nou, tot i que durant un temps van ser administrades conjuntament pel cardenal Giovanni Domenico de Cupis. La divisió de les dues seus es va perllongar fins a 1571, quan es va restaurar la unió.
El 17 de març de 1586 la diòcesi de Recanati va ser suprimida i es va erigir la diòcesi de Loreto, que va incorporar el territori. En el mateix any 1586 els territoris de Castelfidardo i Montecassiano, anteriorment pertanyents a Osimo, van ser traspassats a la diòcesi de Recanati.
A petició dels habitants de Recanati, Innocenci IX va decretar amb una butlla de 19 de desembre de 1591 la restauració de la diòcesi de Recanati, però va morir el 29 de desembre sense que es pogués posar en pràctica la seva decisió. Així que li va tocar al papa Climent VIII amb una nova butlla de 9 de febrer de 1592 confirmar la creació de la diòcesi i establir la unió aeque principaliter amb la de Loreto.
La unió va durar al 15 de setembre de 1934, quan, amb la butlla Lauretanae Basilicae del Papa Pius XI, va ser suprimida la diòcesi de Loreto i el seu territori incorporat a la de Recanati, excepte el de la Basílica de Loreto, de conformitat amb els acords assolits amb el govern italià el 1929, se li va donar en administració directa a la Santa Seu; en memòria de la diòcesi als bisbes de Recanati els va ser concedit el títol de Recanati-Loreto. L'11 d'octubre de 1935 la totalitat del territori del municipi de Loreto (Ancona) va ser sotmès a l'autoritat religiosa de l'Administrador Pontifici i en el mateix territori, en conseqüència es va suspendre la jurisdicció del bisbe de Recanati-Loreto. El 24 de juny de 1965 Recanati va cedir formalment les parròquies de la ciutat de Loreto a la recentment erigida prelatura territorial de Loreto i va assumir simultàniament el nom de la diòcesi de Recanati.
El 1984 Castelfidardo va ser cedit de nou a la diòcesi d'Osimo, a canvi de la incorporació de la ciutat de Montefano.

### Diòcesi de Macerata
La diòcesi de Macerata, amb territori procedent de les diòcesis de Fermo i Camerino, va ser erigida el 18 de novembre de 1320 amb la butlla Sicut ex debito del Papa Joan XXII, a costa de gibelina Recanati, de la que va incorporar el territori. Quan Recanati va recuperar la seu episcopal el 1356, les dues diòcesis es van unir aeque principaliter. Amb l'excepció del període 1516-1571, la unió va durar fins a març de 1586.
La diòcesi originalment estava immediatament subjecta a la Santa Seu i s'estenia fins al mar, incloent amb Recanati, també el territori de Loreto.
El 17 de març de 1586 va donar una gran porció de territori per a la construcció de la diòcesi de Loreto, inclosa la regió de Recanati. Això reduíx en gran manera l'àrea de Macerata, que va ser ampliada pel Papa Sixt V el 1588 amb les ciutats de Pollenza i Urbisaglia, retirades de la jurisdicció del bisbe de Camerino.
El 10 de desembre 1586 va ser erigida la diòcesi de Tolentino, que va estar acompanyat aeque principaliter a la seu de Macerata. El 24 de maig de 1589 les dues diòcesis es van convertir en sufragànies de l'arxidiòcesi de Fermo, elevada simultàniament a la categoria de seu metropolitana. Per compensar Macerata de la pèrdua de la submissió immediata a la Seu Romana, Sixte V va instituir aquell mateix any a la ciutat el tribunal de la Sacra Rota, que es van sotmetre al mateix arquebisbe de Fermo.
El seminari va ser establert pel bisbe Felice Centini el 1615; la seva darrera seu va ser, el 1954, l'antic convent dels agustins.
En 1984 la diòcesi de Macerata va adquirir el territori del municipi d'Appignano, que havia pertangut a la diòcesi d'Osimo.

### Diòcesi de Tolentino
Tolentino va ser una antiga seu episcopal del Picé, vinculat a la memòria de sant Catervo, patró de la ciutat i de la diòcesi. Segons la tradició Catervo hauria rebut el baptisme pel bisbe Probianus. Un altre bisbe conegut de Tolentino és Basilio, que va participar en els sínodes romans de 487, 489 i 502. Amb la invasió dels llombards, la diòcesi va desaparèixer i el seu territori va ser absorbit per Camerino.
La diòcesi va ser restablerta pel Papa Sixte V el 10 de desembre de 1586 amb la butlla Super universas, amb territori desmembrat de la diòcesi de Camerino, i unida aeque principaliter a la diòcesi de Macerata.
El primer bisbe va ser Galeazzo Moroni, ja bisbe de Macerata, que va morir l'1 de setembre de 1613. El seminari va ser establert pel bisbe Papirio Silvestri en 1653 i va romandre obert fins al 1975.

### Diòcesi de Cingoli
Cingoli, ciutat romana, era un antic bisbat, vinculat a la memòria del sant bisbe Esuperanzio; d'aquesta diòcesi es coneixen els noms d'alguns bisbes, fins a la segona meitat del segle vi, un moment en què, arran de la invasió dels llombards, la diòcesi va desaparèixer i el seu territori va ser absorbit des d'Osimo.
El 19 d'agost de 1725 amb la butlla Romana Ecclesia del Papa Benet XIII la diòcesi va ser restaurada i unida aeque principaliter a la diòcesi d'Osimo, que es va escindir. El bisbe Giacomo Lanfredini celebrar tres sínodes diocesans a Cingoli el 1736, el 1737 i el 1738. El bisbe Guido Calcagnini el 1777 va celebrar solemnement el reconeixement de les relíquies de Sant Esuperanzio i va erigir el seminari de la diòcesi. No obstant això, durant els segles XVIII i xix cap dels bisbes residí de forma permanent o per un període prolongat a Cingoli, a causa de la pobresa dels ingressos episcopals.
A la mort del bisbe Domenico Brizi (1964) les dues diòcesis van romandre vacants i, de fet, es van separar. Si bé la seu d'Osimo el 1972 es va unir in persona episcopi amb l'arxidiòcesi d'Ancona i Numana, la seu de Cingoli va ser donada en administració apostòlica als bisbes d'altres diòcesis de les Marques (Cassullo 1964-1968, Sabattani 1968- 69, Tonini 1969- 1975, Cecchi 1975-1976) fins a 1976.
El 1984 la diòcesi de Cingoli va adquirir cinc parròquies que havien pertangut a l'arxidiòcesi de Camerino.

### Diòcesi de Treia
Treia és una ciutat antiga, que va ser municipium en l'època romana i probablement seu episcopal, com testifica l'historiador Colucci, encara que no s'han transmès els noms dels bisbes. Amb la invasió dels llombards el Piceno va ser devastat i el territori de Treia va quedar sota la jurisdicció eclesiàstica de la diòcesi de Camerino.
La diòcesi de Treia va ser erigida el 8 de febrer de 1817 amb la butlla Pervetustam locorum del Papa Pius VII, prenent territori de l'arxidiòcesi de Camerino, als arquebisbes de la qual els va ser concedida l'administració perpètua. El primer administrador va ser l'arquebisbe Nicola Mattei Baldini, qui va ser responsable de la construcció del seminari en 1837.
A causa de la distància amb Camerino, el 4 de novembre de 1913 la diòcesi va ser concedida en administració ad nutum Sanctae Sedis als bisbes de San Severino Marche, fins que la unió esdevingué definitiva el 20 de febrer de 1920 amb la butlla Boni pastoris del Papa Benet XV. Els bisbes de Sant Severino van mantenir l'administració de perpètua de Treia fins al 1966, any en què la seu de Sant Severino va romandre vacante; des de llavors la diòcesi de Treia es va confiar a l'administració per deu anys als bisbes de les diòcesis veïnes.

### Les seus unides
L'11 de febrer de 1976 Francesco Tarcisio Carboni va ser nomenat bisbe de les cinc seus de les Marques, que van ser unides in persona episcopi; aquest nomenament formalment finalitzaven les unios d'ini Treia amb Treia amb San Severino Marche i de Cingoli con Osimo.
El 25 de gener de 1985, amb el decret Quo aptius de la Congregació per als Bisbes, Macerata, Tolentino, Recanati, Cingoli i Treia es van unir aeque principaliter.
El 30 de setembre de 1986, amb el decret Instantibus votis la mateixa Congregació per als Bisbes, establí la plena unione de les cinc diòcesis i el nou districte eclesiàstic va assumir el seu nom actual. Alhora, va esdevenir diòcesi sufragània de l'arquebisbat de Fermo.
El 19 de juny de 1993, la diòcesi va rebre la visita pastoral del Papa Joan Pau II, que beneí la primera pedra del seminari diocesà missioner Redemptoris Mater.

## Episcopologi

### Bisbes de Tolentino
- Probiano ? † (Segles IV-V)
- Basilio † (inicis de 487 - finals de 502)
  - Seu suprimida (segle VI - 1586)
  - Seu unida a Macerata (1586-1985)

### Bisbes de Macerata
- Federico † (18 de novembre de 1320 - 6 de juny de 1323 nomenat bisbe de Senigallia)
- Beat Pietro Mulucci, O.F.M. † (6 de juny de 1323 - 29 d'octubre de 1347 mort)
- Guido da Riparia † (5 de novembre de 1347 - 21 d'octubre de 1349 nomenat bisbe de Massa Marittima)
- Nicolò da San Martino, O.P. † (21 d'octubre de 1349 - 8 de gener de 1356 nomenat bisbe de Macerata i Recanati)

### Bisbes de Macerata i Recanati
- Nicolò da San Martino, O.P. † (8 de gener de 1356 - 1369 mort)
- Oliviero da Verona † (19 de febrer de 1369 - 29 d'abril de 1374 nomenat bisbe de Ceneda)
- Bartolomeo Zambrosi † (29 d'abril de 1374 - 1383 mort)
  - Paolo † (19 de setembre de 1382 - ?) (antibisbe)
- Niccolò Vanni † (1383 - ?)
- Angelo Cino † (20 de juliol de 1385 - 9 de setembre de 1409 dimití)
  - Angelo Baglioni † (9 de setembre de 1409 - 1412 deposto) (antibisbe)
  - Nicola, O.E.S.A. † (20 de juliol de 1412 - 1415 ? mort) (antibisbe)
- Marino di Tocco † (6 de juliol de 1418 - 7 de gener de 1429 nomenat bisbe de Chieti)
- Benedetto Guidalotti † (7 de gener de 1429 - 1429)
- Giovanni Vitelleschi † (16 d'abril de 1431 - 12 d'octubre de 1435 nomenat arquebisbe de Florència)
- Tommaso Tomasini, O.P. † (24 d'octubre de 1435 - 15 d'octubre de 1440 nomenat bisbe de Feltre i Belluno)
- Nicolò dall'Aste † (10 de desembre de 1440 - 1460 mort)
- Pietro Giorgi † (1460 - 7 d'octubre de 1469 mort)
  - Francesco Morosini † (2 de febrer de 1470 - 3 d'octubre de 1470 mort) (administrador apostòlic)
- Andrea de' Pili † (4 de setembre de 1471 - d'octubre de 1476 mort)
- Girolamo Basso della Rovere † (5 d'octubre de 1476 - 1 de setembre de 1507 mort)
- Teseo de Cuppis † (20 d'octubre de 1507 - 1528 mort)
  - Giovanni Domenico de Cupis † (1528 - 29 de gener de 1535 dimití) (administrador apostòlic, des del 1516 només de la seu de Macerata)
- Bisbes només de la seu de Macerata (1516-1571):
  - Giovanni Leclerc † (29 de gener de 1535 - 1545 mort)
  - Filippo Riccabella † (27 de gener de 1546 - 6 de març de 1553 nomenat bisbe de Recanati)
  - Gerolamo Melchiorri † (6 de març de 1553 - 1571 nomenat bisbe de Macerata i Recanati)
- Gerolamo Melchiorri † (1571 - 1573 dimití)
- Galeazzo Moroni † (10 de juny de 1573 - 10 de desembre de 1586[7] nomenat bisbe de Macerata i Tolentino)

### Bisbes de Macerata i Tolentino
- Galeazzo Moroni † (10 de desembre de 1586 - 1 de setembre de 1613 mort)
- Felice Centini, O.F.M.Conv. † (23 de setembre de 1613 - 24 de gener de 1641 mort)
- Papirio Silvestri † (14 de juliol de 1642 - de febrer de 1659 mort)
- Francesco Cini † (15 de novembre de 1660 - de maig de 1684 mort)
- Fabrizio Paolucci † (9 d'abril de 1685 - 27 de gener de 1698 nomenat arquebisbe, a títol personal, de Ferrara)
- Alessandro Varano † (21 de juliol de 1698 - 20 d'octubre de 1735 mort)
- Ignazio Stelluti † (19 de desembre de 1735 - 5 de maig de 1756 mort)
- Carlo Augusto Peruzzini, B. † (20 de setembre de 1756 - 11 de gener de 1777 mort)
- Domenico Spinucci † (12 de maig de 1777 - 27 de juny de 1796 nomenat arquebisbe de Benevent)
- Alessandro Alessandretti † (27 de juny de 1796 - 6 de desembre de 1800 dimití)
- San Vincenzo Maria Strambi, C.P. † (20 de juliol de 1801 - 11 de novembre de 1823 dimití)
- Francesco Ansaldo Teloni † (24 de maig de 1824 - 31 de gener de 1846 mort)
- Luigi Clementi † (21 de setembre de 1846 - 6 d'agost de 1851 nomenat arquebisbe titular de Damasc)
- Amadio Zangari † (5 de setembre de 1851 - 31 de maig de 1864 mort)
  - Sede vacante (1864-1867)
- Gaetano Franceschini † (27 de març de 1867 - 31 de maig de 1881 mort)
- Sebastiano Galeati † (4 d'agost de 1881 - 23 de maig de 1887 nomenat arquebisbe de Ravenna)
- Roberto Papiri † (25 de novembre de 1887 - 29 de novembre de 1895 nomenat arquebisbe de Fermo)
- Giambattista Ricci † (29 de novembre de 1895 - 29 de novembre de 1902 nomenat bisbe de Jesi)
- Raniero Sarnari † (9 de juny de 1902 - 25 de gener de 1916 mort)
- Romolo Molaroni † (30 de setembre de 1916 - 14 d'agost de 1919 mort)
- Domenico Pasi † (15 de desembre de 1919 - 20 de setembre de 1923 mort)
- Luigi Ferretti † (24 de març de 1924 - 26 de novembre de 1934 mort)
- Domenico Argnani † (15 de juny de 1935 - 1 d'octubre de 1947 mort)
- Silvio Cassullo † (28 d'abril de 1948 - 27 de novembre de 1968 mort)
- Ersilio Tonini † (28 d'abril de 1969 - 22 de novembre de 1975 nomenat arquebisbe de Ravenna i Cervia)
- Francesco Tarcisio Carboni † (11 de febrer de 1976 - 25 de gener de 1985 nomenat bisbe de Macerata, Tolentino, Recanati, Cingoli i Treia)

### Bisbes de Recanati
- Raniero † (22 de desembre de 1240 - ?)
- Pietro di Gregorio † (9 de desembre de 1244 - ?)
- Matteo † (citat el 1249 - ?)
- Bonagiunta, O.F.M. † (17 de gener de 1256 - 15 d'octubre de 1263 nomenat bisbe de Jesi)
  - Sede soppressa (1263-1289)
- Salvo, O.P. † (12 de desembre de 1289 - 1300 o 1301 mort)
- Federico † (13 de novembre de 1301 - 18 de novembre de 1320 nomenat bisbe de Macerata)
  - Seu suprimida (1320-1356)
  - Seu restaurada i unida a Macerata (1356-1516)
- Luigi Tasso † (16 de gener de 1516 - de setembre de 1520 mort)
  - Giovanni Domenico de Cupis † (1 de gener de 1522 - 25 de febrer de 1548 dimití) (administrador apostòlic)
- Paolo de Cupis † (25 de febrer de 1548 - 1552)
  - Giovanni Domenico de Cupis † (1552 - 6 de març de 1553 dimití) (administrador apostòlic, per segon cop)
- Filippo Riccabella † (6 de març de 1553 - 1571 mort)
  - Seu unida a Macerata (1571-1586)
  - Seu suprimida (1586-1591)

### Bisbes de Recanati i Loreto
- Rutilio Benzoni † (9 de febrer de 1592 - 31 de gener de 1613 mort)
- Agostino Galamini, O.P. † (11 de febrer de 1613 - 29 d'abril de 1620 nomenat bisbe d'Osimo)
- Giulio Roma † (17 de març de 1621 - 21 d'agost de 1634 nomenat bisbe de Tívoli)
- Amico Panici † (4 de desembre de 1634 - 16 d'octubre de 1661 mort)
  - Sede vacante (1661-1666)
- Giacinto Cordella † (15 de desembre de 1666 - 15 de novembre de 1675 mort)
- Alessandro Crescenzi, C.R.S. † (24 de febrer de 1676 - 9 de gener de 1682 dimití)
- Guarnerio Guarnieri † (16 de febrer de 1682 - 30 de desembre de 1689 mort)
- Raimondo Ferretti † (10 de juliol de 1690 - 9 de gener de 1692 nomenat arquebisbe de Ravenna)
- Lorenzo Gherardi † (8 de juny de 1693 - 5 d'abril de 1727 mort)
- Benedetto Bussi † (25 de juny de 1727 - 2 d'octubre de 1728 mort)
- Vincenzo Antonio Maria Muscetolla † (15 de desembre de 1728 - 16 de gener de 1746 mort)
- Giovanni Battista Campagnoli † (28 de març de 1746 - 25 de juny de 1749 mort)
- Giovanni Antonio Bacchettoni † (1 de desembre de 1749 - 30 d'agost de 1767 mort)
- Ciriaco Vecchioni † (14 de desembre de 1767 - 12 de juny de 1787 mort)
  - Sede vacante (1787-1800)[8]
- Felice Paoli † (12 de maig de 1800 - 28 de setembre de 1806 mort)
- Stefano Bellini † (23 de març de 1807 - 8 de setembre de 1831 mort)
- Alessandro Bernetti † (30 de setembre de 1831 - 3 de juliol de 1846 mort)
- Francesco Brigante Colonna † (27 de juliol de 1846 - 29 de maig de 1855 mort)
- Giovanni Francesco Magnani † (28 de setembre de 1855 - 6 d'agost de 1861 mort)
  - Sede vacante (1861-1863)
- Giuseppe Cardoni † (21 de desembre de 1863 - 22 de febrer de 1867 nomenat arquebisbe titular d'Edessa di Osroene)
- Tommaso Gallucci † (22 de febrer de 1867 - 3 d'octubre de 1897 mort)
- Guglielmo Giustini † (24 de març de 1898 - 27 d'abril de 1903 mort)
- Vittorio Amedeo Ranuzzi de' Bianchi † (22 de juny de 1903 - 27 de novembre de 1911 nomenat arquebisbe titular de Tir)
- Alfonso Andreoli † (20 de desembre de 1911 - 10 de novembre de 1923 mort)
- Aluigi Cossio † (20 de desembre de 1923 - 15 de setembre de 1934 nomenat bisbe de Recanati-Loreto)

### Bisbes de Recanati-Loreto, després de Recanati
- Aluigi Cossio † (15 de setembre de 1934 - 12 d'agost de 1955 jubilat)
- Emilio Baroncelli † (12 d'agost de 1955 - 15 de febrer de 1968 jubilat)
  - Sede vacante (1968-1976)
- Francesco Tarcisio Carboni † (11 de febrer de 1976 - 25 de gener de 1985 nomenat bisbe de Macerata, Tolentino, Recanati, Cingoli i Treia)

### Bisbes de Cingoli
- Teodosio †
- Sant'Esuperanzio †
- San Formario (o Pomario) †
- Giuliano † (inicis de 553 - finals de 559/560)
  - Sede soppressa (segle VI - 1725)
  - Seu unida a Osimo (1725-1964)
  - Sede vacante (1964-1976)
- Francesco Tarcisio Carboni † (11 de febrer de 1976 - 25 de gener de 1985 nomenat bisbe de Macerata, Tolentino, Recanati, Cingoli i Treia)

### Bisbes de Treia
- Administració perpètua dels arquebisbes de Camerino (1817-1920)
- Administració perpetua dels bisbes de San Severino (1920-1966)
- Sede vacante (1966-1976)

- Francesco Tarcisio Carboni † (11 de febrer de 1976 - 25 de gener de 1985 nomenat bisbe de Macerata, Tolentino, Recanati, Cingoli i Treia)

### Bisbes de les seus unides
- Francesco Tarcisio Carboni † (25 de gener de 1985 - 20 de novembre de 1995 mort)
- Luigi Conti (28 de juny de 1996 - 13 d'abril de 2006 nomenat arquebisbe de Fermo)
- Claudio Giuliodori (22 de febrer de 2007 - 26 de febrer de 2013 nomenat assistent eclesiàstic general de la Universitat Catòlica del Sagrat Cor)
- Nazzareno Marconi, des del 3 de juny de 2014

## Estadístiques
A finals del 2004, la diòcesi tenia 134.412 batejats sobre una població de 138.940 persones, equivalent al 96,7% del total.
| any                                                  | població | població | població | sacerdots | sacerdots       | sacerdots       | sacerdots             | diaques | religiosos | religiosos | parroquies |
| ---------------------------------------------------- | -------- | -------- | -------- | --------- | --------------- | --------------- | --------------------- | ------- | ---------- | ---------- | ---------- |
| any                                                  | batejats | total    | %        | total     | clergat secular | clergat regular | batejats por sacerdot | diaques | homes      | dones      |            |
| diòcesi de Macerata i Tolentino                      |          |          |          |           |                 |                 |                       |         |            |            |            |
| 1950                                                 | 40.000   | 40.000   | 100,0    | 96        | 67              | 29              | 416                   |         | 29         | 162        | 17         |
| 1970                                                 | 68.465   | 68.547   | 99,9     | 159       | 88              | 71              | 430                   |         | 84         | 197        | 36         |
| 1980                                                 | 52.010   | 52.412   | 99,2     | 114       | 59              | 55              | 456                   |         | 65         | 168        | 25         |
| diòcesi de Recanati                                  |          |          |          |           |                 |                 |                       |         |            |            |            |
| 1950                                                 | 50.607   | 50.707   | 99,8     | 152       | 62              | 90              | 332                   |         | 175        | 235        | 27         |
| 1970                                                 | 45.186   | 45.186   | 100,0    | 71        | 39              | 32              | 636                   |         | 37         | 88         | 25         |
| 1980                                                 | 47.974   | 47.990   | 100,0    | 73        | 40              | 33              | 657                   |         | 37         | 79         | 27         |
| diòcesi de Macerata-Tolentino-Recanati-Cingoli-Treia |          |          |          |           |                 |                 |                       |         |            |            |            |
| 1990                                                 | 132.381  | 133.323  | 99,3     | 245       | 128             | 117             | 540                   | 1       | 137        | 247        | 67         |
| 1999                                                 | 134.800  | 137.258  | 98,2     | 218       | 116             | 102             | 618                   | 4       | 134        | 201        | 67         |
| 2000                                                 | 133.290  | 136.030  | 98,0     | 221       | 121             | 100             | 603                   | 4       | 116        | 194        | 67         |
| 2001                                                 | 134.750  | 138.200  | 97,5     | 218       | 119             | 99              | 618                   | 4       | 116        | 198        | 67         |
| 2002                                                 | 128.600  | 132.300  | 97,2     | 214       | 115             | 99              | 600                   | 4       | 117        | 159        | 67         |
| 2003                                                 | 134.556  | 138.478  | 97,2     | 218       | 119             | 99              | 617                   | 5       | 129        | 150        | 67         |
| 2004                                                 | 134.412  | 138.940  | 96,7     | 203       | 121             | 82              | 662                   | 5       | 103        | 145        | 67         |

### Diòcesi de Macerata
- Giuseppe Cappelletti, Le Chiese d'Italia dalla loro origine sino ai nostri giorni, Venècia 1845, vol. III, pp. 665–686 e 698-705 (italià)
- Pius Bonifacius Gams, Series episcoporum Ecclesiae Catholicae, Leipzig 1931, pp. 703–704 (llatí)
- Konrad Eubel, Hierarchia Catholica Medii Aevi, vol. 1 Arxivat 2019-07-09 a Wayback Machine., pp. 410–411; vol. 2 Arxivat 2018-10-04 a Wayback Machine., p. 220; vol. 3 Arxivat 2019-03-21 a Wayback Machine., pp. 231, 281; vol. 4 Arxivat 2018-10-04 a Wayback Machine., p. 227; vol. 5, p. 251; vol. 6, p. 270 (llatí)

### Diòcesi de Tolentino
- Francesco Lanzoni, Le diocesi d'Italia dalle origini al principio del secolo VII (an. 604), vol. I, Faenza 1927, pp. 390–392 (italià)
- Giuseppe Cappelletti, Le Chiese d'Italia dalla loro origine sino ai nostri giorni, Venècia 1845, vol. III, pp. 687–705 (italià)
- Butlla Super universas, in Bullarum diplomatum et privilegiorum sanctorum Romanorum pontificum Taurinensis editio, Vol. VIII, pp. 817–819 (llatí)

### Diòcesi de Recanati
- Esquema de la diòcesi a Catholic Hierarchy(anglès)
- Giuseppe Cappelletti, Le Chiese d'Italia della loro origine sino ai nostri giorni, vol. VII, Venècia 1846, pp. 195–238 e 253-269 (italià)
- Pius Bonifacius Gams, Series episcoporum Ecclesiae Catholicae, Leipzig 1931, pp. 703–704, 719 (llatí)
- Konrad Eubel, Hierarchia Catholica Medii Aevi, vol. 1 Arxivat 2019-07-09 a Wayback Machine., pp. 410–411; vol. 2 Arxivat 2018-10-04 a Wayback Machine., p. 220; vol. 3 Arxivat 2019-03-21 a Wayback Machine., p. 281; vol. 4 Arxivat 2018-10-04 a Wayback Machine., p. 293; vol. 5, p. 330; vol. 6, p. 354 (llatí)
- Butlla Rectae considerationis, a Bullarum diplomatum et privilegiorum sanctorum Romanorum pontificum Taurinensis editio, Vol. III, p. 500
- Butlla Cives Recanatenses, a Bullarum diplomatum et privilegiorum sanctorum Romanorum pontificum Taurinensis editio, Vol. III, pp. 697–698 (llatí)
- Butlla Recti statera iudicii, a Bullarum diplomatum et privilegiorum sanctorum Romanorum pontificum Taurinensis editio, Vol. III, pp. 702–704 (llatí)

### Diòcesi de Cingoli
- Esquema de la diòcesi d'Osimo i Cingoli a Catholic Hierarchy(anglès)
- Francesco Lanzoni, Le diocesi d'Italia dalle origini al principio del secolo VII (an. 604), vol. I, Faenza 1927, pp. 389–390 (italià)
- Giuseppe Cappelletti, Le Chiese d'Italia della loro origine sino ai nostri giorni, vol. VII, Venècia 1846, pp. 435–481 e 566-604 (italià)
- Pius Bonifacius Gams, Series episcoporum Ecclesiae Catholicae, Leipzig 1931, p. 712 (llatí)
- Butlla Romana Ecclesia, a Bullarum diplomatum et privilegiorum sanctorum Romanorum pontificum Taurinensis editio, Vol. XXII, pp. 243–248 (llatí)

### Diòcesi de Treia
- Giuseppe Cappelletti, Le Chiese d'Italia della loro origine sino ai nostri giorni, vol. IV, Venècia 1846, pp. 317–325 (italià)
- Butlla Pervetustam locorum, a Bullarii romani continuatio, Tomo XIII, Romae 1847, pp. 447–457 (llatí)
- Butlla Boni Pastoris, AAS 12 (1920), pp. 321–322 (llatí)